# Парижанка (фильм, 1957)
«Парижанка» (фр. Une Parisienne) — кинокомедия режиссёра Мишеля Буарона с Брижит Бардо в главной роли. Наряды — Пьера Бальмена. 

## Сюжет
Брижит Лорье — дочь премьер-министра Франции. Она влюблена в его сотрудника, чиновника Мишеля, и, желая добиться взаимности, устраивается работать секретаршей. Мишель настоящий Дон-Жуан и не отказывает во внимании другим женщинам, которые так и вьются вокруг него, однако не собирается заводить роман с дочерью начальника. Брижит устраивает так, что Мишель  оказывается среди участников загородной охоты. Ночью она приходит в его комнату и затем, во время возникшего переполоха, прячется в его кровати, — где её и застают отец и другие гости. Чтобы как-то спасти ситуацию, отец вынуждает молодых людей объявить о помолвке.
После свадьбы Мишель оказывается не в состоянии разорвать отношения со своей бывшей пассией. В отместку жена заявляет ему, что изменит мужу с первым же встречным — которым оказывается принц Чарльз, прибывший в их страну с визитом.

## В ролях
- Брижит Бардо — Брижит Лорье, дочь премьер-министра
- Анри Видаль — Мишель Легран, глава аппарата президента
- Шарль Буайе — принц Чарльз
- Надя Грей — королева Грета
- André Luguet — Алкид Лорье, премьер-министр